# 宿预县
宿预县，又作宿豫县，中国古县名，辖境在今江苏省宿迁市境。
东晋时建宿预县。县城遗址在今宿迁市宿城区郑楼镇古城山南麓。2005年6月，公布为宿迁市文物保护单位。北魏时，又作宿豫县，为宿豫郡治所。当时，南北双方对此地争夺激烈。隋朝时，宿预县为下邳郡治所。
唐朝初年，天下废郡改州，属泗州，为州治所在。开元二十三年（735年），治所由宿预县迁临淮县。宝应元年（762年），改名宿迁县，当是避唐代宗李豫名讳，同时改隶徐州。